# 한국한의학연구원

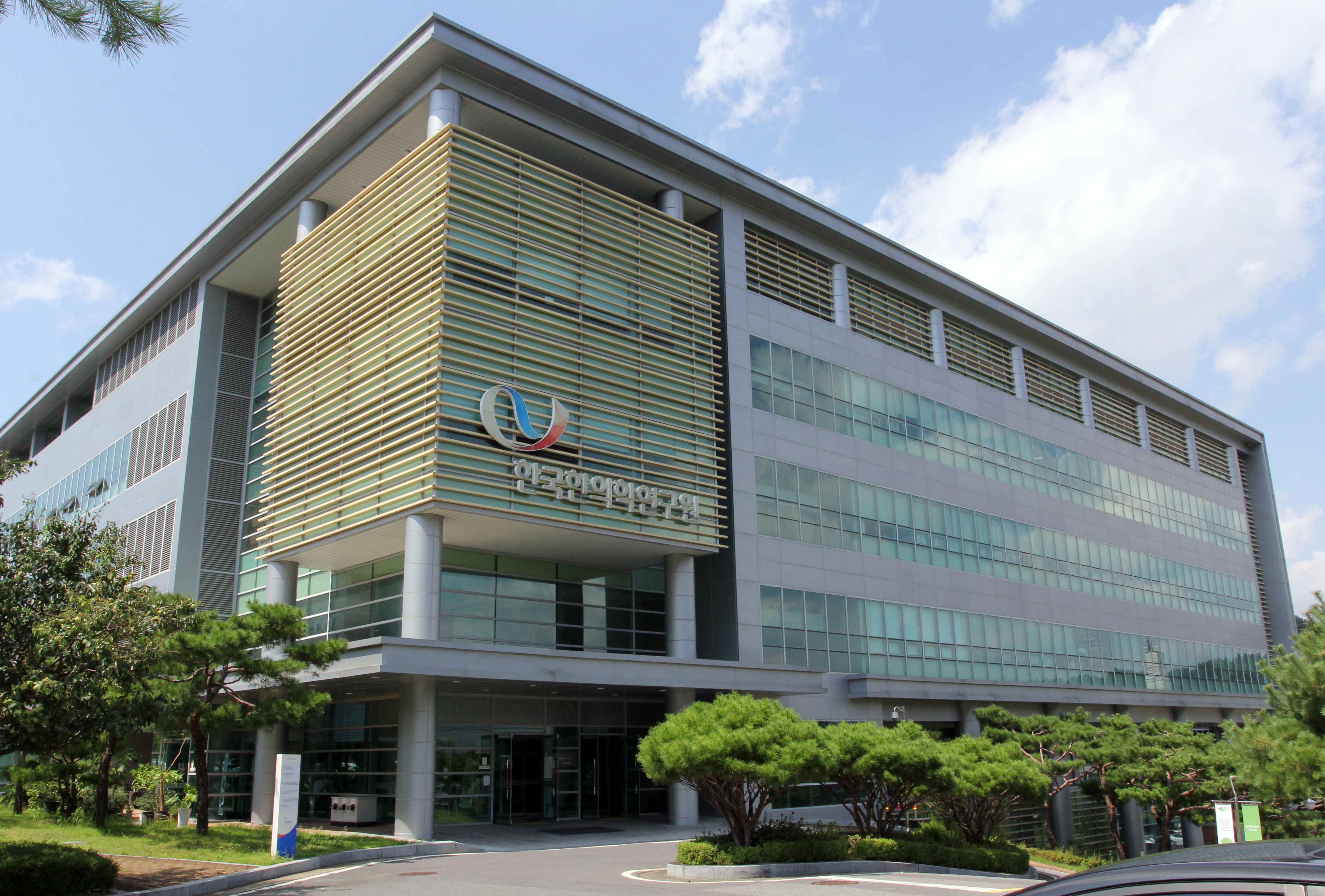
한국한의학연구원

한국한의학연구원(韓國韓醫學硏究院, Korea Institute of Oriental Medicine, KIOM)은 한국 전통의학인 한의학 분야의 국가연구개발 허브로서, 전문적·체계적인 융복합 연구를 통해 한의학의 과학화, 표준화, 세계화를 선도하는, 과학기술정보통신부 산하 정부출연연구기관이다. 소재지는 대전광역시 유성구 유성대로 1672 (전민동 461-24번지)이다.

## 설립목적
- 한의학 이론 및 기술, 한의의료행위 등에 대한 전문적·체계적 연구개발을 수행하고, 그 성과를 확산함으로써 관련 산업의 육성 및 국민보건 향상에 이바지하고자 설립된 한의학 국가거점연구기관이다.

## 임무

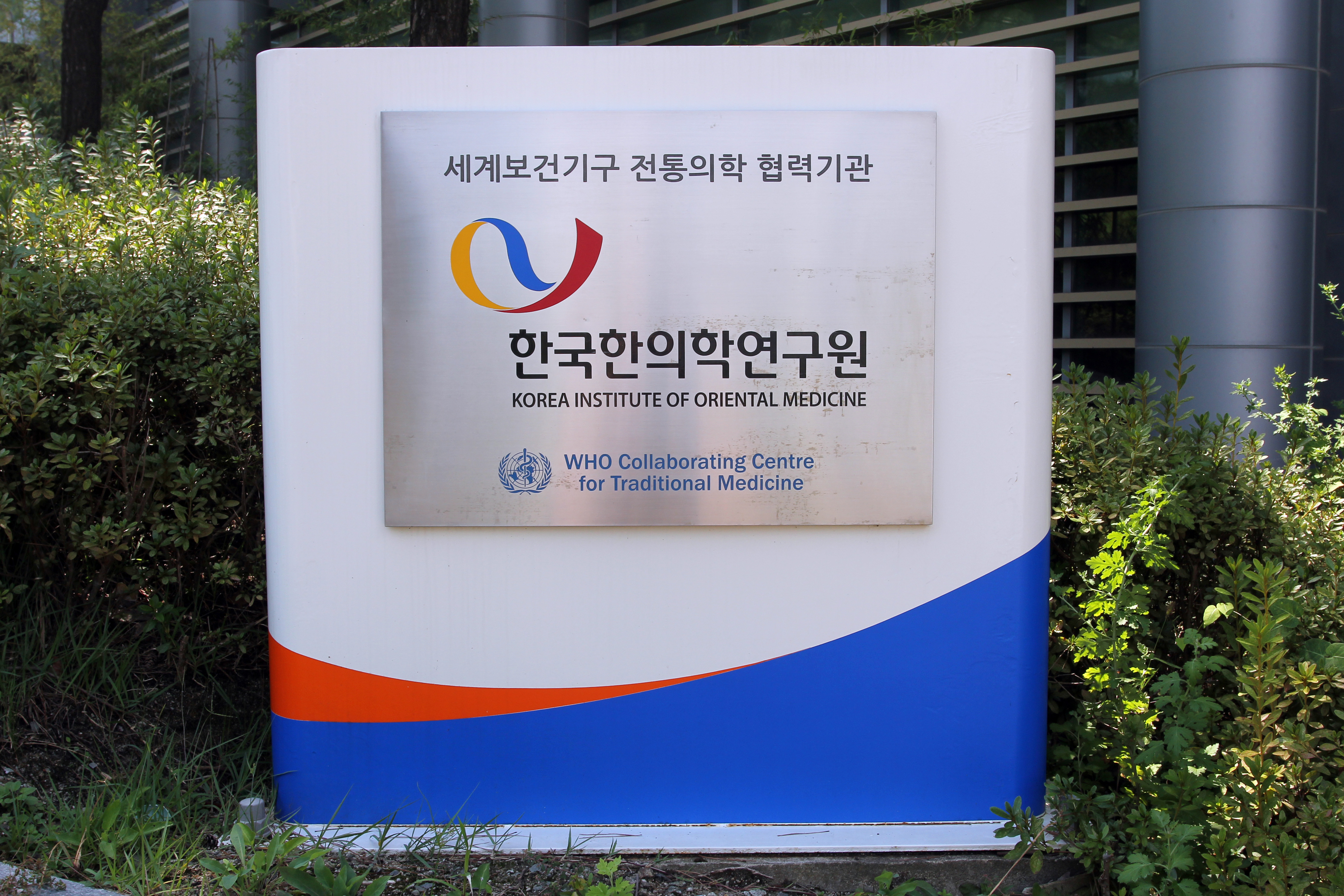

- 한의학 연구개발 및 한의기술 인프라 구축
  - 한의진단·치료 원천기술 개발
  - 한약제제 핵심기술 개발
  - 한의 지식정보 인프라 구축
- 국가 한의학 거점 역할 수행
  - 한의학 정책·전략 수립
  - 한의기술 표준 연구 및 제정·보급
  - 한의콘텐츠 확산 및 세계화

## 연혁

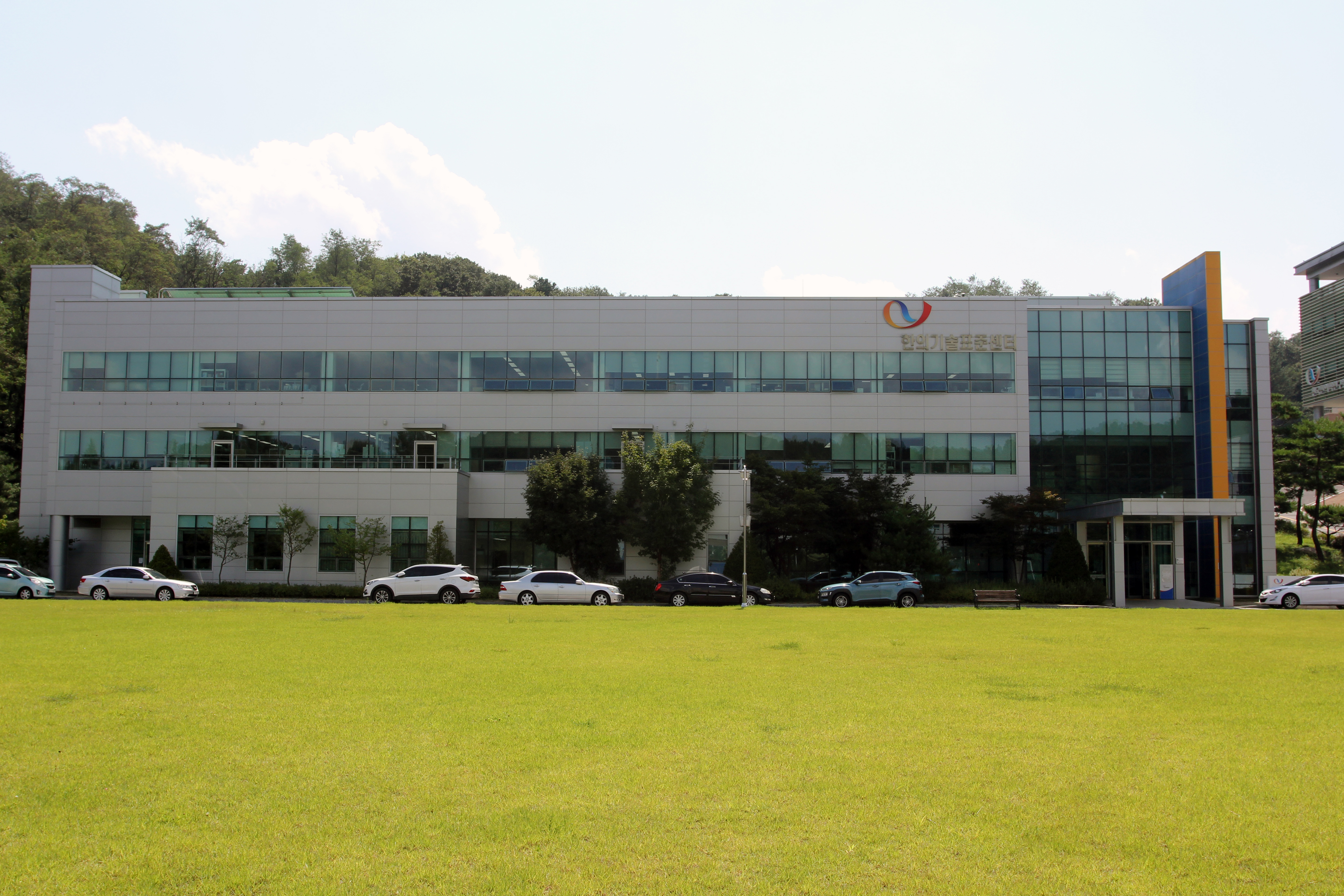
한의기술표준센터.jpg

- 1994년 10월 보건복지부 산하 한국한의학연구소 개소
- 1997년 11월 한국한의학연구원으로 승격
- 1999년 1월 국무총리실 산하 산업기술연구회 소속으로 이관
- 2004년 2월 대덕연구개발특구로 청사 이전
- 2006년 3월 과학기술부 산하 기초기술연구회 소속으로 이관
- 2009년 3월 전문 연구동 구암관 개관
- 2011년 2월 WHO 전통의학협력센터 지정
- 2012년 5월 한의기술표준센터 출범
- 2014년 6월 대한민국 미래창조과학부 산하 국가과학기술연구회 소관연구기관으로 변경
- 2015년 6월 대구 한의기술응용센터 개소
- 2018년 11월 전남 한약자원연구센터 개소
- 2021년 4월 제10대 이진용 원장 취임
- 2024년 10월 개원 30주년

## 조직
- 감사
  - 감사부장

### 한국한의학연구원장
- 기관생명윤리위원회

#### 부원장
- 연구전략부
  - 연구기획팀
  - 연구운영팀
  - 임상연구협력팀
  - 비임상연구협력팀
- 한의과학연구부
- 한의약융합연구부
- 디지털임상연구부
- 한의약데이터부
- 한의기술응용센터(대구)
- 한약자원연구센터(전남)

#### 경영전략본부장
- 정책부
  - 정책전략팀
  - 경영전략팀
  - 한의정책팀
  - 기술사업화팀
- 기획부
  - 기획예산팀
  - 디지털홍보팀
  - 사업관리팀
- 행정부
  - 총무전산팀
  - 인재개발팀
  - 재무회계팀
  - 시설안전팀
- 글로벌협력센터